# 桑迪克羅斯 (喬治亞州)
桑迪克羅斯（英語：Sandy Cross）是位於美國喬治亞州奧格爾索普縣的一個非建制地區。該地的面積和人口皆未知。

## 地理
桑迪克羅斯的座標為33°56′35″N 83°04′00″W / 33.94306°N 83.06667°W，而該地的平均海拔高度為216米（即709英尺）。